# Kleroterion

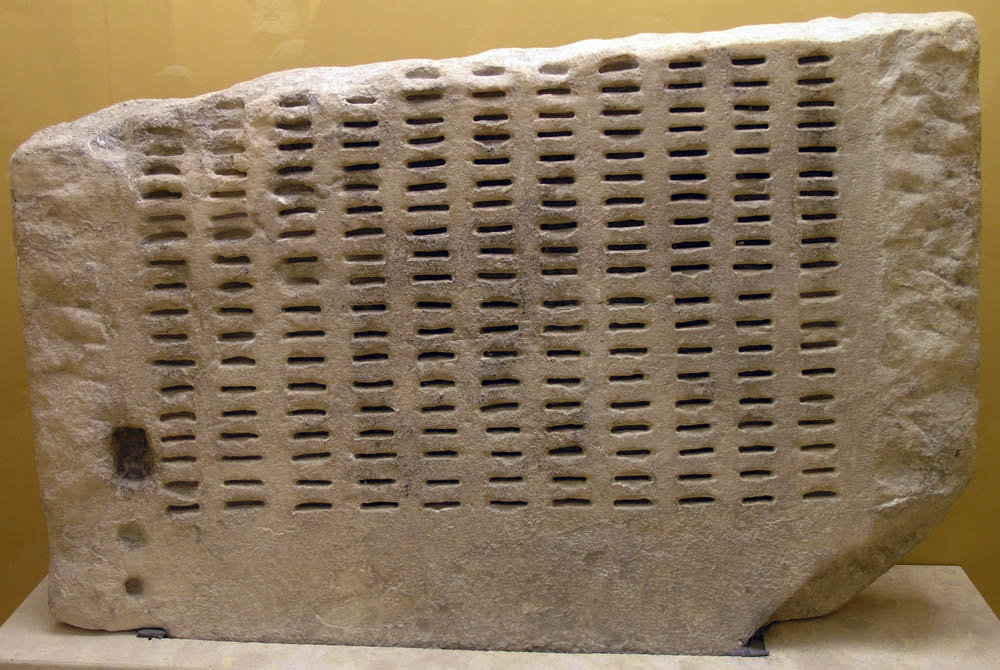
Kleroterion, zbiory Muzeum Agory w Atenach

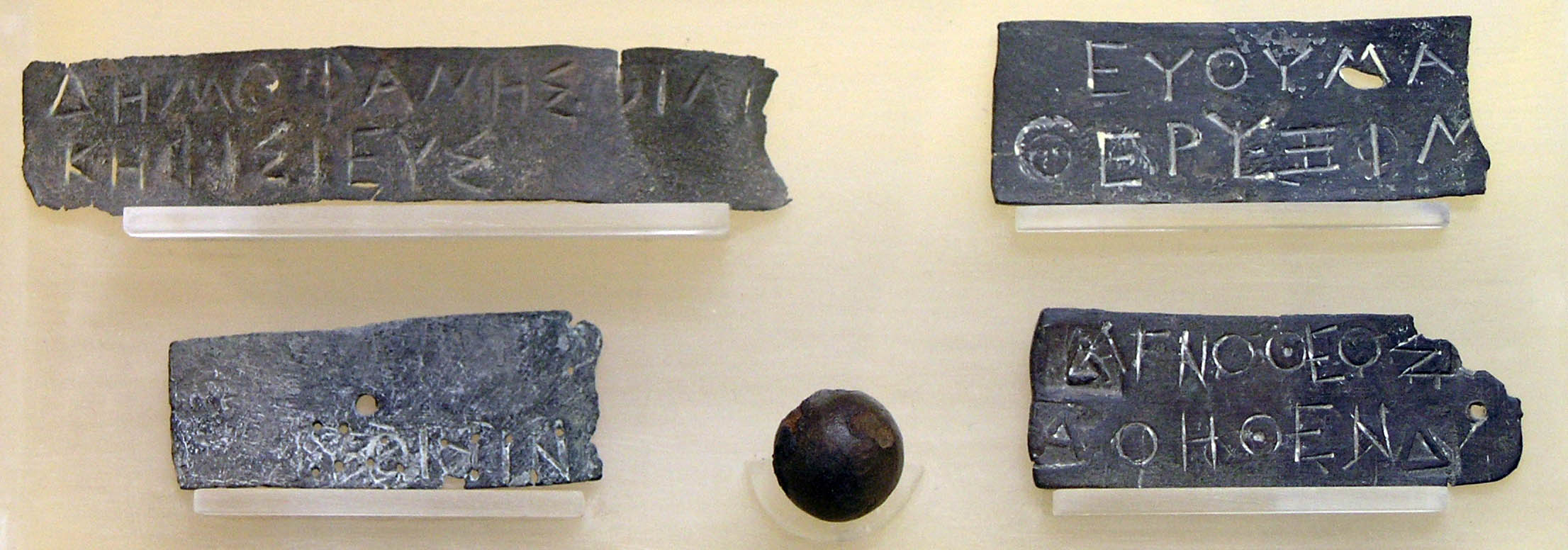
Plakietki identyfikacyjne sędziów heliai, zbiory Muzeum Agory

Kleroterion – urządzenie do losowania sędziów dikasterii (trybunałów) heliai w starożytnych Atenach.
Pod względem konstrukcji był to marmurowy blok kamienny z umieszczonymi z przodu kolumnami otworów, odpowiadających wielkości plakietki sędziowskiej. Z tyłu urządzenia biegła wysoka pionowa rura, do której wkładano czarne i białe spiżowe kostki. Jedna kostka przypadała na pięć plakietek z nazwiskami kandydatów na sędziów.
Kleroterion obsługiwały osoby wkładające plakietki do otworów z przodu oraz archonci, wyjmujący kostki z tyłu. Wkładający byli wybierani przez losowanie, żeby nie dochodziło do nadużyć, jakie mogłyby zajść, gdyby ta sama osoba zawsze wkładała plakietki. 
Każdy wkładający odpowiadał za jedną kolumnę otworów, w które, rozpoczynając od góry, wkładał plakietki ze skrzyni powierzonej jego opiece. Kostki włożone do rury wyjmowano kolejno od dołu. Jeśli kostka była biała właściciele pierwszych pięciu plakietek od góry zostawali sędziami. Wtedy herold wywoływał ich nazwiska, a wezwani wyciągali z drugiej urny żołądź z literą trybunału, do którego osoba miała należeć, po czym archont wyjętą z ramki tabliczkę wrzucał do skrzyni z literą wylosowanego trybunału. Jeśli natomiast wylosowana kostka była czarna, kandydaci na sędziów otrzymywali z powrotem swoje plakietki i wracali do domu. Wraz z wyciągnięciem ostatniej białej kostki, co oznaczało osiągnięcie potrzebnej liczby sędziów z danej fyli, procedura dobiegała końca. Gdy wszystkie fyle zakończyły losowanie, lista sędziów na dany dzień była zamknięta, a skrzynki z nazwiskami wylosowanych sędziów odnosili woźni do odpowiednich trybunałów. 
Użycie kleroterionu umożliwiło sprawiedliwe, losowe wybory sędziów do poszczególnych dikasterii.